# Ивањдански атентат
Ивањдански атентат, неуспели покушај бившег ватрогасца Стевана (Ђуре) Кнежевића да 24. јуна 1899. око 18 часова, недалеко од Калемегдана, у Београду убије краља Милана Обреновића, тада команданта Активне команде војске, у ствари сувладара са својим сином Александром Обреновићем.
Тај атентат улази у ред превратничких акција против личне владавине Обреновића и њиховог гушења политичких слобода у Србији.
Његова позадина није довољно расветљена, прогони и процес после атентата били су усмерени против радикала, али су оптужени радикални прваци на процесу одрекли своје учешће у атентату, док је Никола Пашић изразио жаљење због антидинастичких елемената у Радикалној странци и изјавио лојалност краљу. Није довољно доказано мишљење, које је заступао краљ Милан, да је у атентат умешана руска тајна полиција, као ни претпоставка да је извршен у корист династије Карађорђевића.
ТВ серија Крај династије Обреновић почиње изрицањем пресуде поводом овог атентата.

## Атентат
Милан се са својим ађутантом, пешадијским мајором Николом Лукићем, око пола 8 поподне враћао из зграде активне команде војске у отвореним запрежним колима, и надомак куће адвоката Марка Стојановића у Кнез Михаиловој је атентатор искочио испред кола, и испалио 4 метка из револвера. Милан је искочио из кола и по службеном запису је пао на земљу, док се по једном очевицу он сакрио иза кола, док је мајор Лукић извадио сабљу и почео да јури атентатора. Пошто је устао, Милан је окупљеном народу рекао да је то све дело Пашића и његових другова, а у међувремену је атентатор успео да отрчи чак до савског пристаништа и скочи у реку, после чега је ухваћен.
После атентата је нешто касније извршен лекарски преглед над краљем Миланом и мајором Лукићем. Милан је био лакше рањен и угруван, док је Лукићу извађен један метак из левог рамена под дејством кокаина, који је коришћен као анестетик, а осим тога ни он није имао озбиљне повреде. Атентатор је полицији рекао да се зове Ђура Кнежевић, али је полиција утврдила да је он дао лажно име, и да се заправо зове Стеван.

## Последице атентата
Краљ Милан је искористио атентат да би уништио радикалску опозицију. Одмах су ухапшени шеф Радикалне странке Никола Пашић и неколико првака странке. Вршени су претреси по становима и у редакцијама опозиционих листова Дела и Одјека. Дана 28. јуна је проглашено ванредно стање у Београду и у подунавском округу и установљен преки суд.
Истражни судија и краљевски тужилац у кривичном поступку био је Василије М. Симић (1866—1931), бив. председник београдског Варошког суда и лични пријатељ краља Милана Обреновића. Напредњак по политичкој оријентацији, оптужница коју је поднео Преком Суду износила је шездесет страна. Његови савременици, у првом реду Живојин Перић (1868—1953) и Слободан Јовановић (1869—1958) сматрали су да је текст оптужнице одговарао материјалној истини али и непогрешивој Симићевој процени о улогама одређених личности у њој оквалификованих као неоспорни саучесници атентатора Кнежевића. Предметне Симићеве квалификације доношене су не на основу његових субјективних осећаја према тадашњим политичким приликама, а још мање према Српском радикализму него из чињеница хијерархијски систематизованих и побројаних у акту оптужбе (в. Перић, Живојин "Белешке о Василију М. Симићу", Архив за Правне Науке, Београд, 1931, pp. 478–483 и Јовановић, Слободан "Влада Александра Обреновића", друга књига, 1931, pp. 107–132).
На претресу који је почео 27. августа, није било озбиљнијих доказа кривице ухапшених радикалских првака. Пресуда је изречена 13. септембра.
На смрт је осуђен атентатор Кнежевић (који је одмах и стрељан) и, у одсуству, бивши народни посланик Ранко Тајсић. У низу осуђених на 5—20 година налазили су се Стојан Протић, Коста Таушановић, Алекса Жујовић и Никола Пашић (помилован на дан изрицања пресуде), а Аца Станојевић је ослобођен као невин са још неколицином оптужених.
Догађаји после Ивањданског атентата који је очевидно искоришћен ради прогона противника династије и режима, изазвали су оштро реаговање српске штампе изван Србије као и светске јавности, и умногоме су допринели појачаном незадовољству у земљи.